# 阿布特瑙
阿布特瑙是奥地利萨尔茨堡州的一个镇，面积186.96平方公里，人口5,745人（2005年）。